# Tour du Finistère 2013
Il Tour du Finistère 2013, ventottesima edizione della corsa e valida come evento dell'UCI Europe Tour 2013 categoria 1.1, si svolse il 13 aprile 2013 su un percorso totale di circa 185,4 km. Fu vinto dal francese Cyril Gautier che terminò la gara in 4h42'20", alla media di 39,4 km/h.
Al traguardo 53 ciclisti portarono a termine la gara.

## Squadre e corridori partecipanti
| N.    | Cod. | Squadra                      |
| ----- | ---- | ---------------------------- |
| 1-8   | SOJ  | Sojasun                      |
| 11-18 | BSE  | Bretagne-Séché Environnement |
| 21-28 | FDJ  | FDJ                          |
| 31-38 | EUC  | Team Europcar                |
| 41-48 | COF  | Cofidis, Solutions Credits   |
| 51-58 | VCD  | Vacansoleil-DCM              |
| 61-68 | ALM  | AG2R La Mondiale             |
| 71-78 | BIG  | BigMat-Auber 93              |
| 81-88 | RLM  | Roubaix-Lille Metropole      |
| 91-98 | LPM  | La Pomme Marseille           |

| N.      | Cod. | Squadra                      |
| ------- | ---- | ---------------------------- |
| 101-108 | CRE  | Crelan-Euphony               |
| 111-118 | CJR  | Caja Rural                   |
| 121-128 | AND  | Androni Giocattoli-Venezuela |
| 131-138 | TSV  | Topsport Vlaanderen-Baloise  |
| 141-148 | CSS  | Champion System              |
| 151-158 | MTN  | MTN-Qhubeka                  |
| 161-168 | IAM  | IAM Cycling                  |
| 171-178 | DOL  | Doltcini-Flanders            |
| 181-188 | ETI  | Etixx-Ihned                  |

## Ordine d'arrivo (Top 10)
| Pos. | Corridore           | Squadra       | Tempo    |
| ---- | ------------------- | ------------- | -------- |
| 1    | Cyril Gautier       | Europcar      | 4h42'20" |
| 2    | Frederik Veuchelen  | Vacansoleil   | s.t.     |
| 3    | Anthony Geslin      | FDJ           | a 3"     |
| 4    | Remi Cusin          | IAM Cycling   | a 8"     |
| 5    | Arnold Jeannesson   | FDJ           | a 13"    |
| 6    | Florian Sénéchal    | Etixx-Ihned   | a 15"    |
| 7    | Tim Declercq        | Topsport Vl.  | a 22"    |
| 8    | Christophe Le Mével | Cofidis       | a 38"    |
| 9    | Cédric Pineau       | FDJ           | a 2'18"  |
| 10   | Yannick Martinez    | La Pomme Mar. | a 2'22"  |